# Tomosvaryella propria
Tomosvaryella propria är en tvåvingeart som beskrevs av Hardy 1949. Tomosvaryella propria ingår i släktet Tomosvaryella och familjen ögonflugor. Inga underarter finns listade i Catalogue of Life.